# Podlažice
Podlažice je vesnice a část města Chrast v okrese Chrudim. Nachází se na levém břehu říčky Žejbro, asi dva kilometry jihovýchodně od Chrasti. Prochází tudy silnice II/356 a silnice II/358. Podlažice je také název katastrálního území o rozloze 3,23 km².

## Historie
Podlažice se poprvé zmiňují jako benediktinský klášter v roce 1159. Počátkem 13. století zde patrně vznikl slavný Codex gigas, latinský rukopis, obsahující celou sbírku křesťanských textů počínaje Biblí. K roku 1318 se v soupisu majetku kláštera poprvé zmiňuje také obec Chrast. Roku 1421 byl klášter vypálen a zničen husity a zřícenina později rozebrána jako stavební materiál. Křtitelnice z podlažického kláštera z roku 1406 je dnes v katedrále Svatého Ducha v Hradci Králové, bronzový krucifix ze 13. století je v muzeu v Chrasti.
Na místě někdejšího klášterního kostela byl v letech 1696–1721 vystavěn barokní kostel svaté Markéty. Obdélná stavba se dvěma věžemi je uvnitř trojlodní, boční lodi s tribunami tvoří za hlavním oltářem ochoz jako v gotických katedrálách. Zařízení je vesměs z poloviny 18. století.
U kostela byly v roce 2004 odkryty zbytky kláštera. Záběry z této lokality se vyskytují ve filmu Ďáblova lest.

## Pamětihodnosti
- Pivovar
- Kostel svaté Markéty Antiochijské
- Klášteřiště
- Socha svatého Jana Nepomuckého

## Osobnosti
- Antonín Machek (1775–1844) – malíř portrétista období klasicismu a biedermeieru